# Marian Adamaszek
Marian Wincenty Adamaszek (ur. 20 marca 1913 w Grybowie, zm. 5 listopada 1990 w Szczecinie) – podporucznik nawigator Polskich Sił Powietrznych w Wielkiej Brytanii, magister prawa.

## Życiorys
Marian Adamaszek urodził się 20 marca 1913 w Grybowie, w rodzinie Jana Adamaszka i Teodozji z domu Niemasik. Ojciec Mariana Jan Adamaszek z zawodu murarz zginął w czasie I wojny światowej jako żołnierz armii austro-węgierskiej pod Kraśnikiem w 1914 roku. Marian rozpoczął naukę w szkole powszechnej w Grybowie a dalszą naukę kontynuował w gimnazjum w Krakowie. Egzamin maturalny zdał w rodzinnym Grybowie w 1931 roku a dalszą naukę kontynuował Uniwersytecie Jagiellońskim w Krakowie. W 1935 roku ukończył studia z tytułem magistra prawa i dyplomem. Podjął pracę w Urzędzie Skarbowym w Brześciu, gdzie odbył bezpłatną praktykę, następne posady obejmował w urzędach w Łunińcu, Pszczynie, Katowicach  oraz objął stanowisko referenta w Mysłowicach. Po wybuchu wojny w 1939 roku ewakuował się razem innymi pracownikami urzędu skarbowego na Kresy Wschodnie do Lwowa. 
W obliczu klęski wojsk polskich w kampanii wrześniowej i zajęcia Kresów Wschodnich przez Armię Czerwoną Adamaszek będąc we Lwowie przyjął propozycję pracy w Donbasie. W maju 1941 roku został wcielony do Armii Czerwonej  gdzie w batalionie budowlanym uczestniczył w budowie lotnisk. Po napaści Niemiec na ZSSR jego jednostka została ewakuowana na wschód, Marian został ciężko ranny w czasie nalotu samolotów niemieckich. Po przebytej operacji, został ewakuowany do Stalingradu na dalsze leczenie. 
W grudniu 1941 roku przerwał leczenie i rekonwalescencję, zgłosił się do tworzonej Polskiej Armii w ZSRR  przez gen. Andersa. Służbę wojskową w Armii Andersa rozpoczął w stopniu strzelca, następnie został ewakuowany z terenów ZSRR do Anglii drogą morską. Już w Armii Andersa wyraził chęć do służby w lotnictwie i w Anglii 14 czerwca 1942 został skierowany do lotnictwa na szkolenia: strzelca samolotowego, kurs przedwstępny załóg latających i do szkoły nawigatorów i obserwatorów. Po ukończonych szkoleniach w sierpniu 1944  został skierowany do Oddziału Wyszkolenia Bojowego gdzie odbywał pierwsze loty szkoleniowe na samolotach bombowych. 
14 grudnia 1943 roku został przydzielony do 300 dywizjonu bombowego „Ziemi Mazowieckiej”. Pierwszy lot bojowy nawigator Marian Adamaszek wykonał na minowanie niemieckiego portu Brest w nocy 14/15 stycznia 1944 roku. Jeden z jego lotów bojowych na bombardowanie niemieckich obiektów przemysłowych Szczecina został wykonany w nocy 16/17 sierpnia 1944 roku. Po odbyciu pierwszej tury 32 lotów bojowych w polskim 300 dywizjonie bombowym został przeniesiony do szkoły nawigatorów RAF w Blyton, gdzie pełnił funkcję instruktora. Uzyskał pozytywną opinię i rekomendację dowództwa szkoły i został skierowany do Szkoły Podchorążych Piechoty i Kawalerii Zmotoryzowanej. Jednak już w szkole podchorążych złożył wniosek do dowództwa o skierowanie do dywizjonu lotniczego, nadal chciał służyć w polskim lotnictwie. Po ukończeniu szkoły w maju 1945 roku został skierowany do 301 dywizjonu bombowego „Pomorskiego” przekształconego na dywizjon transportowy. W tym dywizjonie wykonywał loty na samolotach Vickers Warwick, Handley Page Halifax do Włoch, Francji, Grecji, Norwegii i Wielkiej Brytanii. Awansowany został do stopnia podporucznika po demobilizacji i powrócił do Polski w grudniu 1948 roku.
Po powrocie do Polski osiedlił się w Szczecinie, gdzie pracował jako urzędnik, pełnił funkcję radcy prawnego w przedsiębiorstwach branży budowlanej. W 1966 roku został nakręcony reportaż filmowy o odnalezieniu na terenie Szczecina bomby lotniczej, niewybuchu z czasów II wojny światowej. W tym reportażu filmowym Marian Adamaszek  wspomina jak jako członek załogi bombowca Avro Lancaster brał udział w bombardowaniu Szczecina  w 1944 roku. Marian Adamaszek zmarł 5 listopada  1990 i pochowany  został na cmentarzu Centralnym w Szczecinie.

## Odznaczenia
- Krzyż Walecznych (trzykrotnie)
- Medal Lotniczy
- Krzyż Kawalerski Odrodzenia Polski
- War Medal 1939–1945
- 1939–1945 Star
- Air Crew Europe Star